# Hecker Péter
Hecker Péter (Budapest, 1963. december 29. –) magyar festő- és grafikusművész, egyetemi tanár.

## Életpályája
1983–1984 között a Budapesti Tanárképző Főiskola hallgatója volt. 1986 óta kiállító művész. 1990–1996 között a kasseli Gesamthochscule Vizuális Kommunikáció Szakán képezte magát. 1994–1996 között a budapesti Iparművészeti Főiskola intermédia szak vendéghallgatója volt. 2012–2015 között a Magyar Képzőművészeti Egyetem Doktori Iskolájában tanult. 2018-ban DLA fokozatot szerzett a Magyar Képzőművészeti Egyetemen. 2019-től az Eötvös Loránd Tudományegyetem szombathelyi kampuszán a Vizuális Művészeti Tanszék oktatója.
Műveiben – melyeket humor és feszültség jellemez – a szöveg és a kép együttesen hat. 

## Festményei
- Sanyi úgy csinál a zuhanyrózsával, mintha telefonálna (2001)
- Andi kombájnon nyuszival (2001)
- Busó bevásárlószatyorral csónakázik (2003)
- Enteriőr gombfocival (2006)
- Alibi (2011)
- Pacsirta, avagy öncélú festmény (2011)
- Tájkép nyári síugrósánccal (2011)
- Szorgalmas művészek várják, hogy kinyisson a művészellátó (2011)
- Csendélet filozófusokkal (2011)
- Terápia I. (2020)

## Kiállításai
| - 1993, 1996–1997, 1999-2001, 2003, 2005-2008, 2011, 2013-2015, 2019 Budapest - 1997, 2004 Berlin - 1998 Hatvan - 2007 Székesfehérvár - 2008 Leányfalu - 2017 Szentgotthárd - 2021 Szombathely | - 1995 Hamburg, Budapest - 1996 Dunaújváros, Győr - 1997, 2000-2003, 2006-2007, 2011-2014, 2016, 2018, 2020 Budapest - 2003 Pécs, Szentendre - 2005, 2015-2017 Szentendre - 2011 Bécs, Debrecen - 2013 Dunaszerdahely |

## Díjai, ösztöndíjai
- EMARE média-művészeti ösztöndíj (1998)
- Magyar Aszfalt Festészeti Díj, 2. díj (2000)[3]
- Római Magyar Akadémia képzőművészeti ösztöndíja (2006)
- Budapest Főváros Önkormányzat és a Budapest Galéria ösztöndíja (Lisszabon, 2007)
- Budapest Főváros Önkormányzat és a Budapest Galéria ösztöndíja (Helsinki, 2020)